# Ф. Р. Дэвид
Ф. Р. Дэвид (фр. F. R. David, по-французски произносится «Эф Эр Дави́д»; настоящее имя — Эли́ Робе́р Фитусси́ (фр. Elli Robert Fitoussi), род. 1 января 1947 года в Тунисе) — французский музыкант, певец, автор песен тунисского происхождения, исполняющий песни на английском языке. Один из первопроходцев жанра «евродиско».

## Биография
Музыкальную деятельность в конце 1960-х Эли Робер Фитусси начинал как аккомпаниатор (бас) различных французских исполнителей, первой из которых была его сестра. Свою карьеру Фитусси продолжил под новым сценическим псевдонимом, где инициалы F. R. отсылали к первым буквам настоящего имени и фамилии артиста, а David — к мифу о Давиде и Голиафе, поскольку музыкант был евреем. Первым коллективом, где F.R. David выступал как лидирующий вокалист, стала группа «Le Boots», незадолго до этого лишившаяся своего фронтмена.
В начале 1970-х  F.R. David играл во французской рок-группе «Les Variations», заменив в ней вокалиста Joe Loeb. В 1974 году под именем «Odyssey» (в сотрудничестве с Вангелисом) он записывает сингл «Who». Известен также проект под названием «King Of Hearts», в котором участвовали F.R. David и один из бывших членов группы «Les Variations» Marc Tobaly, и Cockpit, с которым был выпущен альбом и три сингла. Дуэтом был записан диск Close, But No Guitar, вышедший в 1978 году в США на Capitol Records. Затем F.R. David начал сольную карьеру.
В 1982 году музыкант выпустил одну из самых известных своих песен — «Words», проданную общим тиражом 8 миллионов экземпляров и достигшую второй строчки в UK Singles Chart (30 апреля — 7 мая 1983).
Песня вошла в дебютный одноимённый альбом исполнителя. Также в альбоме представлены такие его хиты как «Take Me Back», «Pick Up the Phone», «Music» и другие. Версию «Pick Up the Phone» на немецком языке в 1983 году записал Томас Андерс.
Пик популярности F. R. David пришёлся на 1980-е годы, когда он выпустил ещё два успешных альбома Long Distance Flight (1984) и Reflections (1987).
Последним успешным синглом певца на сегодняшний день является «I’ll Try to Love Again» (1992). Затем Ф. Р. Дэвид приостановил сольную карьеру в пользу композиторской деятельности.

#### Поздние годы
В 1996 году выходит альбом Voices of the Blue Planet в жанре «этнической музыки», записанный совместно с Yoann Marine. В 1999 году Ф. Р. Дэвид записывает альбом 99 version, состоящий преимущественно из ремейков основных хитов и нескольких каверов. В 2007 году вышел альбом The Wheel; в 2009 — Numbers (дуэты с различными исполнителями). В 2010-11 годах Ф. Р. Дэвид провёл концертный тур по Франции.
В 2013 году вышел новый альбом Midnight Drive; на официальной странице музыканта в Youtube были выложены текстовые видео к песням «So Good», «The Things I Missed», «Control». В том же году Ф. Р. Дэвид выступил на «Дискотеке 80-х» в России.

## Дискография
| Альбомы - Words (1982) - Long Distance Flight (1984) - Reflections (1987) - Voices of the Blue Planet (1996) - совместно с Yoann Marine - The Wheel (2007) - Numbers (2009) - Midnight Drive (2013) Сборники - Girl (1986) - Greatest Hits (1991) - Best of F.R. David (1998) - 99 version (1999) - Songbook (2003) - Greatest Hits (2007) - Référence 80 (2011) - Words & Melodies (2020) (бокс-сет) | Синглы - «Words» (1982) - «Pick Up the Phone» (1983) - «Music» (1983) - «I Need You» (1983) - «Dream Away» (1984) - «This Time I Have to Win» (1985) - «Sahara Night» (1986) - «Don’t Go» (1987) - «I’ll Try to Love Again» (1992) - «Words (J’aime Ces Mots…)» (при участии Winda) (2006) - «Some People Never Learn» (2011) - «Paris Is Her Home» (2019) - «Time Is Not Mine» (2022) - «A Love So Beautiful» (2024) |